# Galleria Vittorio Emanuele II

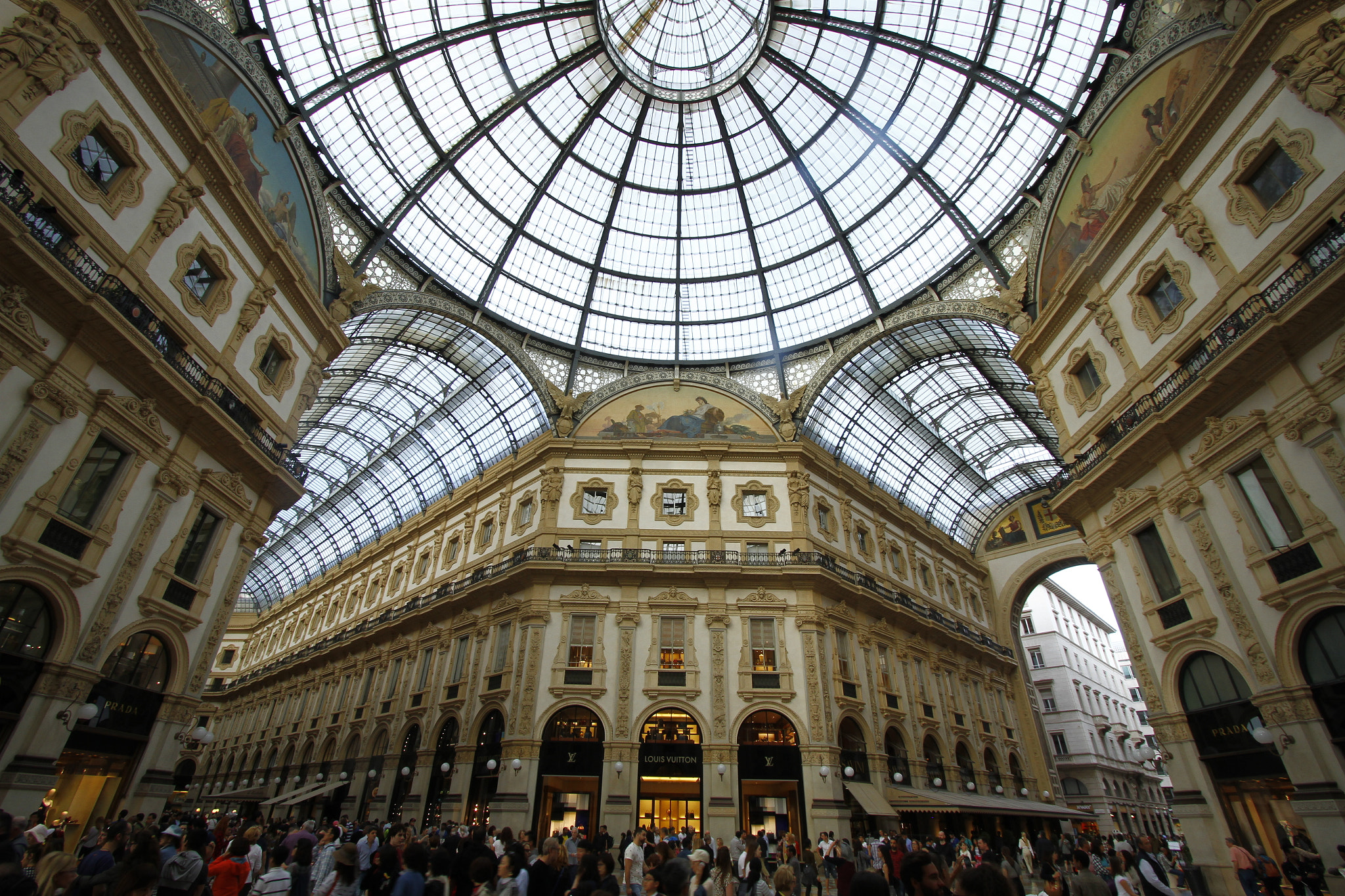
Galleria Vittorio Emanuele II

„Galleria Vittorio Emanuele II” din Milano este o galerie comercială din secolul al XIX-lea numită după Victor Emanuel al II-lea al Italiei, unificatorul și regele Italiei. Inaugurarea ei de către rege a avut loc la 15 septembrie 1867.
Clădirile, proiectate de arhitectul Giuseppe Mengoni în 1864, sunt bogat decorate cu stuc, fresce și marmură. Pasajul este format din două brațe încrucișate, care sunt traversate de un acoperiș de sticlă în formă de butoi. La intersecția galeriilor se află un patrat octogonal de 39 m în diametru. Domul de sticlă deasupra acestui octogon atinge o înălțime de 47 m. Stemele a patru orașe italiene (Roma, Florența, Torino și Milano) sunt reproduse în patru mozaicuri mari pe podea. 
Patru continente (cu geniile lor protectoare) sunt prezentate în mozaicuri impresionante (Europa, America, Asia, Africa).

## Galerie de imagini

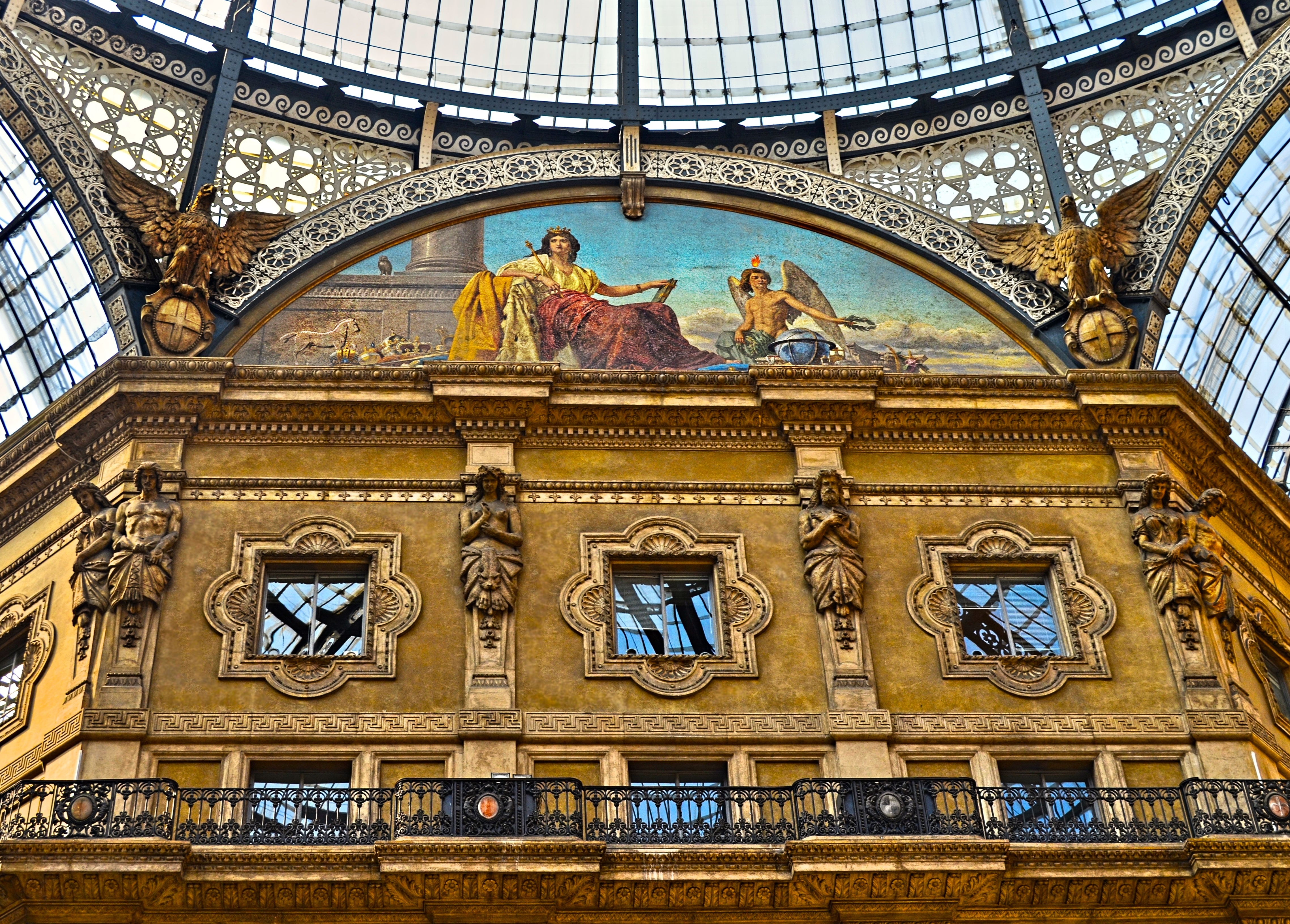
Europa cu geniul său protector
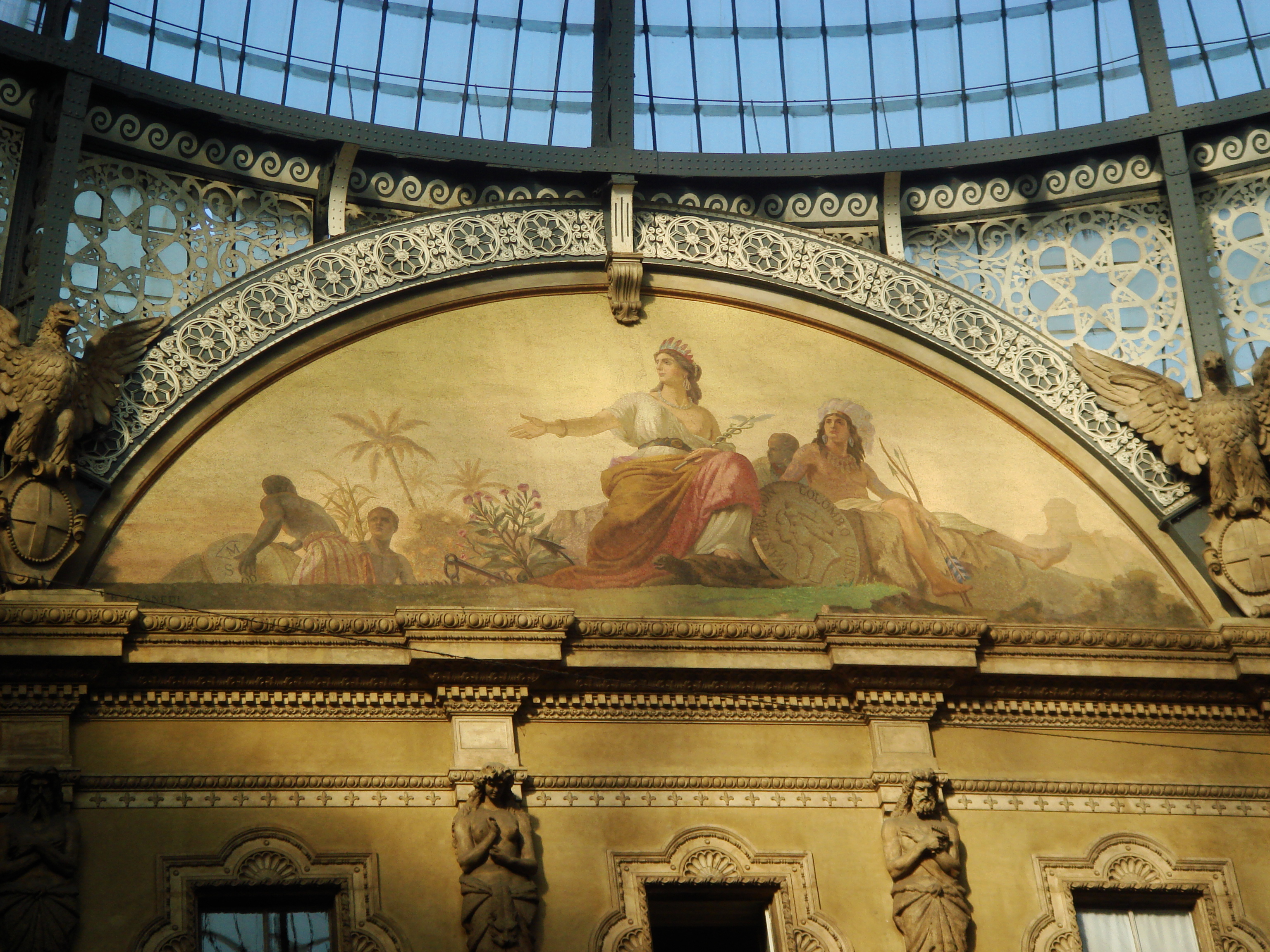
America
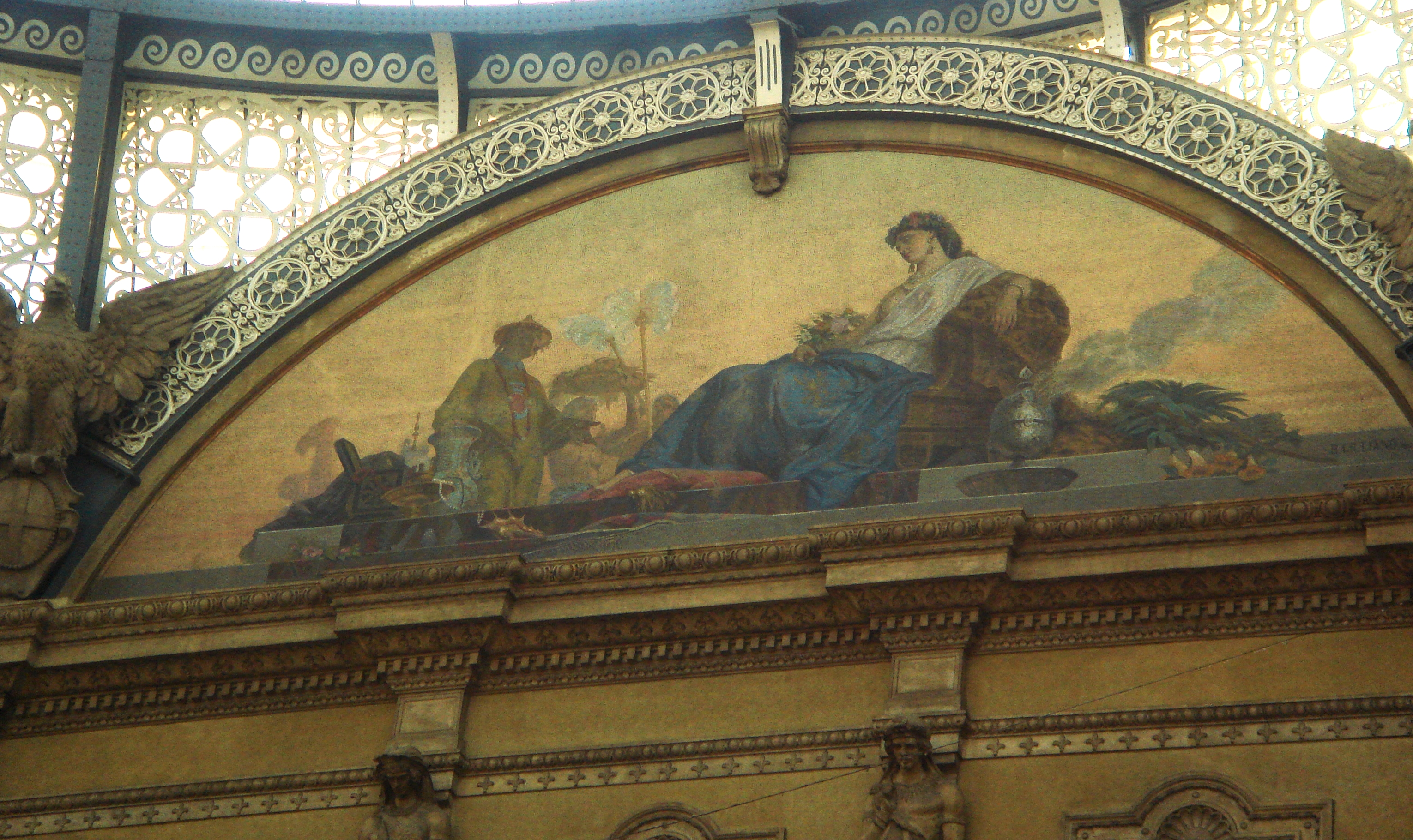
Asia
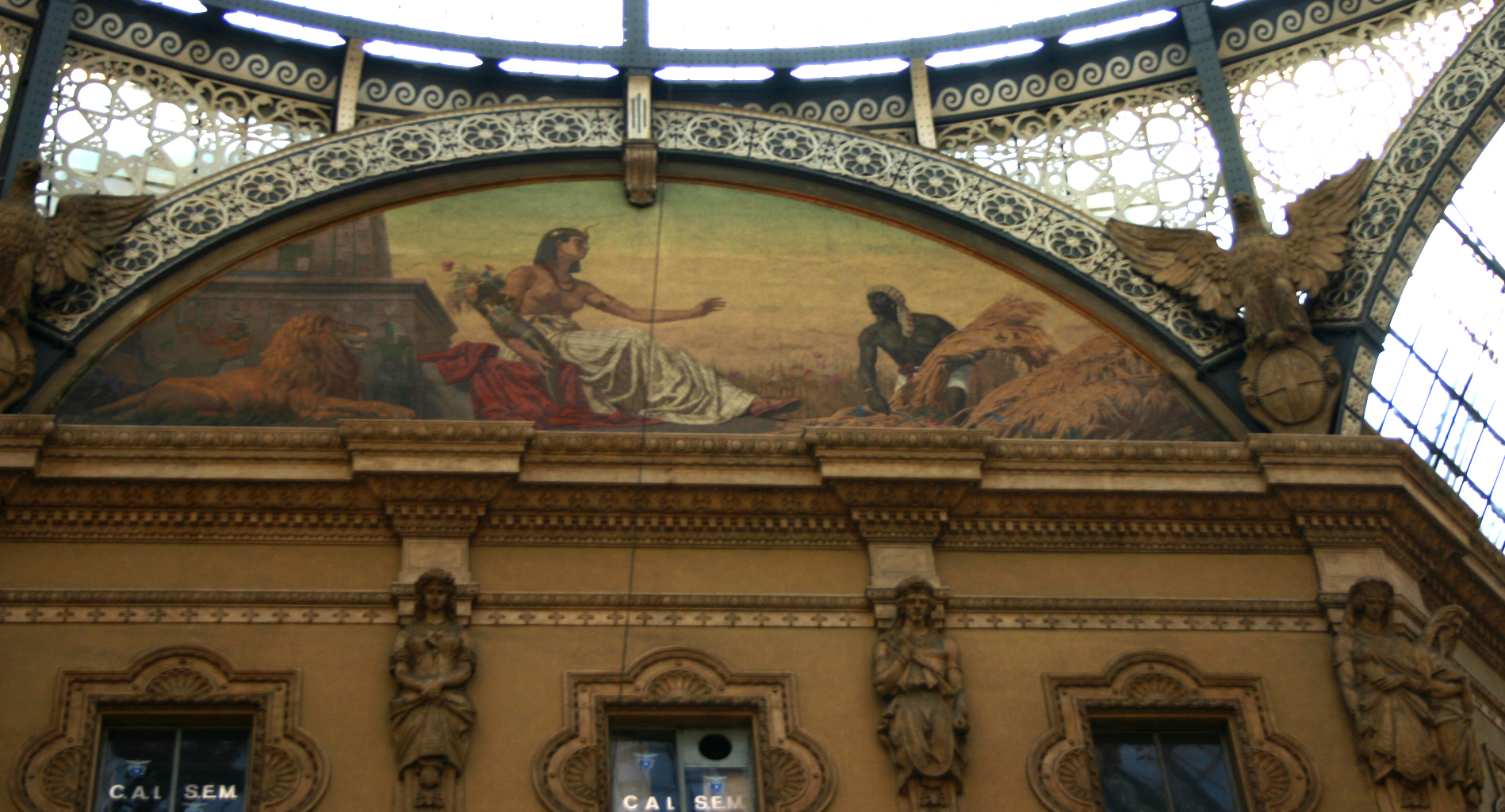
Africa